# Monobiantes benoiti
Monobiantes benoiti is een hooiwagen uit de familie Biantidae.